# 世界量產車拉力錦標賽

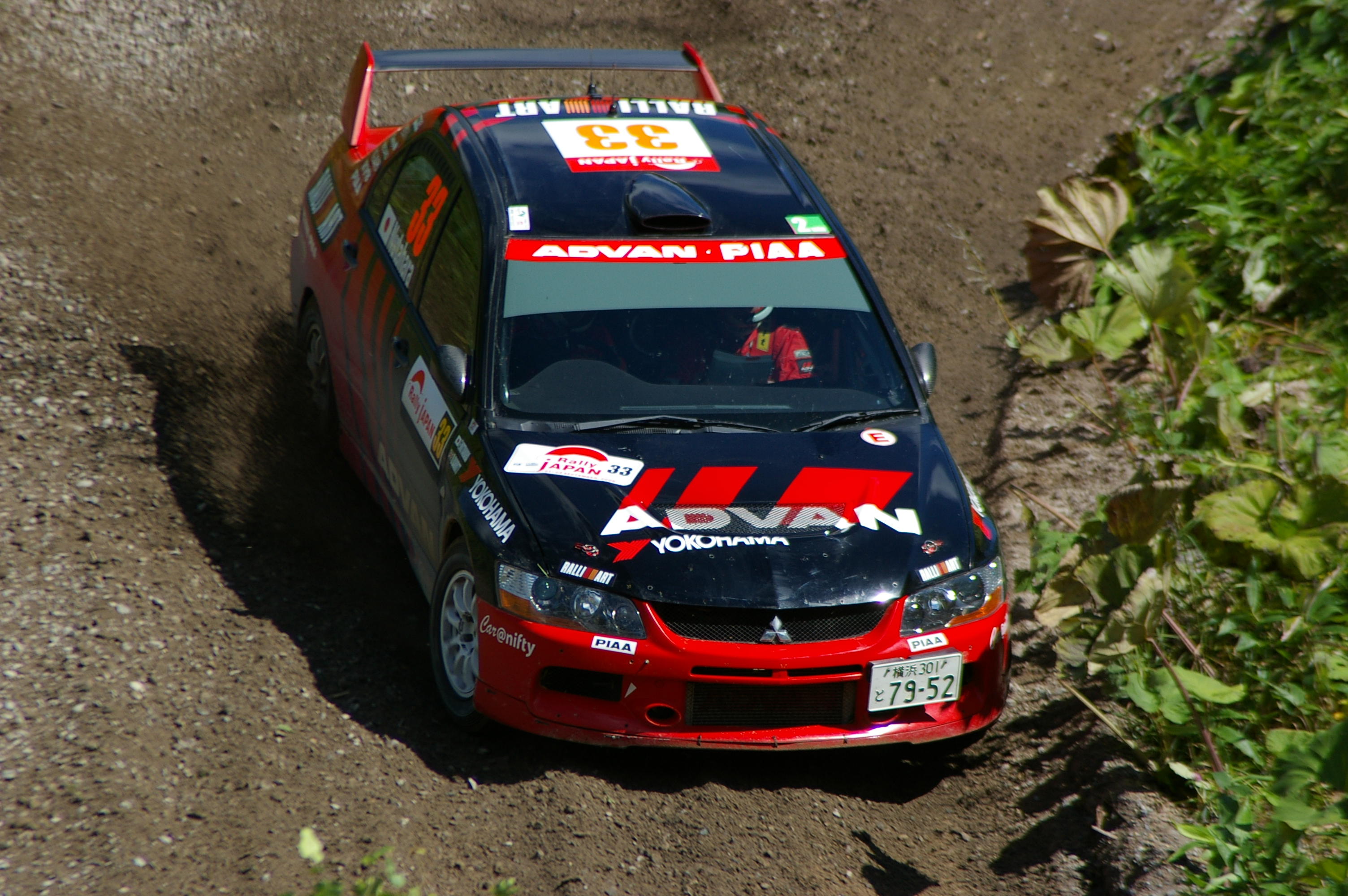
日本車手奴田原文雄在2006年的日本越野賽中，駕駛一輛N組規格的三菱Lancer Evolution IX原廠賽車，角逐P-WRC組別賽事。

世界量產車拉力錦標賽（Production World Rally Championship，常簡稱為PWRC或P-WRC）是一個由國際汽車聯盟（FIA）所舉辦的世界性拉力系列賽，是世界拉力錦標賽（WRC）所附屬的輔助賽事。如同其比賽名稱，P-WRC主要的特點在於其所使用的競賽車輛，是根據N組賽車（Group N）的相關規範、以量產車為基礎經過有限的改裝而來，以便與WRC所使用、幾乎是針對競技需要全新開發的WRC賽車（World Rally Car）作出區隔。
由於是附屬的系列賽，P-WRC所有的競賽場次都與WRC的賽程重疊，但只包含大約半個賽季的場次（以2011年賽季為例，13個WRC分站中只有7場有舉辦P-WRC）。車隊與車手可以選擇7場比賽中的6場參賽，以最後的積分結果來決定年度總冠軍。

## 歷年賽季

### 2011年
在2011賽季起WRC降低了賽車所允許的引擎排氣量上限，從原本的2.0升降為新制的1.6升渦輪增壓設計。但P-WRC並沒有進行類似的規則修改，因此P-WRC成為WRC場上引擎與驅動系統規格最高的等級，大部分P-WRC的賽車都是使用2.0升渦輪增壓引擎與四輪驅動設計，但由於N組賽車必須要以量產車為基礎的要求，再加上必須裝置一直徑33公釐的進氣限流器之規定，輸出程度只被侷限在大約295匹馬力、580牛頓米的範圍。
除了N組賽車規範外，自2011年起FIA也放寬了參賽資格，允許符合R3組賽車（Group R3）規範的車輛參加P-WRC或量產車盃（Production Car Cup）的賽事。此級車輛大都是擁有前輪驅動配置的掀背車，搭載排氣量1.6至2.0升不等自然進氣引擎，不設進氣限流。雖然在不良路面上其表現不若N組的四輪驅動車輛，但在瀝青混凝土鋪裝的一般路面上，重量較輕的前驅車反而擁有較靈巧的反應。
2011年的P-WRC年度總冠軍是紐西蘭籍車手海登·巴頓（Hayden Paddon），其所駕駛的是一輛速霸陸Impreza WRX STI原廠賽車。

### 2013年
从2013年起，PWRC将停止举办，被新的辅助赛事所替代。四轮驱动的N组赛车将归入锦标赛WRC-2，与性能更强的超级2000、R5和R4组别赛车共同竞技。由于N组赛车在性能上处于劣势，国际汽联另设了量产赛车奖杯，奖给成绩最好的驾驶N组赛车参加WRC-2的参赛者。而前轮驱动的R组赛车将拥有独立的锦标赛WRC-3。WRC-2和WRC-3将在赛季的所有分站中举行，但参赛者只能将自己参加的部分分站计入总成绩（WRC-2为6场，WRC-3为5场）。

## 外部連結
- P-WRC首頁（WRC官方網站）（英文）